# 7014 Nietzsche
7014 Nietzsche là một tiểu hành tinh vành đai chính được phát hiện ngày 4 tháng 4 năm 1989 bởi Eric Walter Elst ở trạm thiên văn La Silla gần Pedernales, Chile. Thiên thạch này có quỹ đạo kéo dài 3 năm và 142 ngày. Nó được đặt để vinh danh nhà triết học người Đức, Friedrich Nietzsche.